# Ząbrowo, Pomerania
Ząbrowo (în germană: Sommerau) este un sat în partea do nord a Poloniei, în Voievodatul Pomerania, în powiatul Malbork, în comuna (gmina) Stare Pole.